# Урсоаја (Арђеш)
Урсоаја (рум. Ursoaia) насеље је у Румунији у округу Арђеш у општини Котмеана. Oпштина се налази на надморској висини од 422 m.

## Становништво
Према подацима из 2002. године у насељу је живело 358 становника, од којих су сви румунске националности.